# Duttaphrynus stomaticus
Duttaphrynus stomaticus es una especie de anfibio anuro de la familia Bufonidae.

## Distribución geográfica
Esta especie habita a 4500 m de altitud:
- en el este de Irán;
- en el sur de Afganistán;
- en Pakistán;
- en la India;
- en Bangladés;
- en el sur de Nepal.[4]

Su presencia es incierta en Omán, Sri Lanka, Bután y China.

## Publicación original
- Lütken, 1864 "1863" : Nogle ny Krybyr og Padder. Videnskabelige Meddelelser fra Dansk Naturhistorisk Forening i Kjøbenhavn, sér. 2, vol. 4, p. 292-311[5]